# Gymnastiek op de Olympische Zomerspelen 2024 – Ritmische gymnastiek team vrouwen
Het team ritmische gymnastiek voor de vrouwen op de Olympische Zomerspelen 2024 in Parijs vond plaats op 9 augustus (kwalificatie) en op 10 augustus (finale). De Chinezen wonnen het onderdeel voor de Israëliërs die het zilver pakten en de Italianen die het brons wonnen.

## Format
Alle deelnemende teams moesten twee kwalificatie-oefeningen turnen. De scores van beide oefeningen werden bij elkaar opgeteld en de beste acht teams gingen door naar de finale. De scores van de kwalificatie werden bij de finale gewist, en alleen de scores die in de finale gehaald werden, telden. In de finale moesten de acht teams opnieuw twee oefening turnen. Eén oefening met 5 ballen en één oefening met 3 knotsen en 2 hoepels.

## Kwalificatie
| Rang | Team | 5 Hoepels   | 3 linten 2 ballen | Totaal |   |
| ---- | --- | ----------- | ----------------- | ------ | - |
| 1    | BulgarijeKamelia Petrova Sofia Ivanova Rachel Stoyanov Magdalina Minevska Margarita Vasileva                 | 37.700 (2)  | 32.700 (2)        | 70.400 | Q |
| 2    | ItaliëAlessia Maurelli Martina Centofanti Agnese Duranti Daniela Mogurean Laura Paris                        | 38.200 (1)  | 31.150 (6)        | 69.350 | Q |
| 3    | OekraïneDiana Baieva Alina Melnyk Mariia Vysochanska Valeriia Peremeta Kira Shyrykina                        | 35.450 (6)  | 33.500 (1)        | 68.950 | Q |
| 4    | FrankrijkAïnhoa Dot-Espinosa Manelle Inaho Célia Joseph-Noël Justine Lavit Lozéa Vilarino                    | 36.600 (3)  | 32.200 (4)        | 68.800 | Q |
| 5    | ChinaGuo Qiqi Hao Ting Huang Zhangjiayang Wang Lanjing Ding Xinyi                                            | 35.500 (5)  | 32.400 (3)        | 67.900 | Q |
| 6    | IsraëlOfir Shaham Diana Svertsov Adar Friedmann Romi Paritzki Shani Bakanov                                  | 35.250 (7)  | 31.900 (5)        | 67.150 | Q |
| 7    | OezbekistanEvelina Atalyants Shakhzoda Ibragimova Mumtozabonu Iskhokzoda Amaliya Mamedova Irodakhon Sadikova | 33.550 (10) | 30.450 (7)        | 64.000 | Q |
| 8    | AzerbeidzjanGullu Aghalarzade Laman Alimuradova Zeynab Hummatova Yelyzaveta Luzan Darya Sorokina             | 33.850 (8)  | 28.150 (9)        | 62.000 | Q |
| 9    | BraziliëMaria Eduarda Arakaki Victória Borges Déborah Medrado Sofia Pereira Nicole Pircio                    | 35.950 (4)  | 24.950 (13)       | 60.900 |   |
| 10   | SpanjeAna Arnau Inés Bergua Mireia Martínez Patricia Pérez Salma Solaun                                      | 30.400 (13) | 30.000 (8)        | 60.400 |   |
| 11   | AustraliëSaskia Broedelet Emmanouela Frroku Lidiia Iakovleva Phoebe Learmont Jessica Weintraub               | 31.400 (11) | 27.05 (11)        | 58.450 |   |
| 12   | MexicoDalia Alcocer Sofía Flores Julia Gutiérrez Kimberly Salazar Adirem Tejeda                              | 29.700 (14) | 27.800 (10)       | 57.500 |   |
| 13   | DuitslandAnja Kosan Daniella Kromm Alina Oganesyan Hannah Vester Emilia Wickert                              | 33.700 (9)  | 23.650 (14)       | 57.350 |   |
| 14   | EgypteLamar Behairi Johara Eldeeb Farida Hussein Abeer Ramadan Amina Sobeih                                  | 30.850 (12) | 25.050 (12)       | 55.900 |   |

## Finale
| Rang   | Team | 5 Hoepels  | 3 linten 2 ballen | Totaal |
| ------ | --- | ---------- | ----------------- | ------ |
| Goud   | ChinaGuo Qiqi Hao Ting Huang Zhangjiayang Wang Lanjing Ding Xinyi                                            | 36.950 (1) | 32.850 (3)        | 69.800 |
| Zilver | IsraëlOfir Shaham Diana Svertsov Adar Friedmann Romi Paritzki Shani Bakanov                                  | 35.600 (5) | 33.250 (2)        | 68.850 |
| Brons  | ItaliëAlessia Maurelli Martina Centofanti Agnese Duranti Daniela Mogurean Laura Paris                        | 36.100 (3) | 32.000 (4)        | 68.100 |
| 4      | BulgarijeKamelia Petrova Sofia Ivanova Rachel Stoyanov Magdalina Minevska Margarita Vasileva                 | 34.100 (7) | 33.700 (1)        | 67.800 |
| 5      | AzerbeidzjanGullu Aghalarzade Laman Alimuradova Zeynab Hummatova Yelyzaveta Luzan Darya Sorokina             | 34.850 (6) | 31.600 (5)        | 66.450 |
| 6      | FrankrijkAïnhoa Dot-Espinosa Manelle Inaho Célia Joseph-Noël Justine Lavit Lozéa Vilarino                    | 35.750 (4) | 30.250 (7)        | 66.000 |
| 7      | OekraïneDiana Baieva Alina Melnyk Mariia Vysochanska Valeriia Peremeta Kira Shyrykina                        | 36.550 (2) | 29.150 (8)        | 65.700 |
| 8      | OezbekistanEvelina Atalyants Shakhzoda Ibragimova Mumtozabonu Iskhokzoda Amaliya Mamedova Irodakhon Sadikova | 34.050 (8) | 30.450 (6)        | 64.500 |

1996: Baldó, Cabanillas, Giménez, Guréndez, Lamarca, Martínez ·
2000: Belova, Lavrova, Netejesova, Sjimanskaja, Tsjalamova, Zilber ·
2004: Beloegina, Glatskich, Koerbakova, Lavrova, Moerzina, Posevina ·
2008: Alijtsjoek, Gavrilenko, Gorboenova, Posevina, Sjkoerichina, Zoejeva ·
2012: Bliznjoek, Donskova, Doedkina, Makarenko, Nazarenko, Svastjanova ·
2016: Birjoekova, Bliznjoek, Maksimova, Tatareva, Tolkatsjova ·
2020: Dyankova, Kiryakova, Radukanova, Traets, Zafirova ·
2024: Guo, Hao, Huang, Wang, Ding